# 왕직 (고려)
왕직(王稷, 생몰년 미상)는 고려(高麗)의 태자(太子)이자 태조(太祖)와 흥복원부인(興福院夫人)의 아들이다. 성은 왕(王), 이름은 직(稷), 본관은 개성(開城)

## 가계
- 조부 : 세조(世祖, ? ~897)
- 조모 : 위숙왕후(威肅王后)
  - 부왕 : 태조(太祖, 877~943 재위:918~943)
  - 모후 : 흥복원부인(興福院夫人)
    - 누이 : 부인 홍씨(夫人 洪氏)[1], 시호 및 이름이 전하지 않음
    - 이복형,형님 : 왕태(王泰)

## 왕직이 등장하는 작품
- 《빛나거나 미치거나》(MBC, 2015년~2015년, 배우:윤대용)